# Расинг Клуб Мехелен (баскетбольный клуб)
«Расинг Клуб Мехелен» — бывший бельгийский профессиональный баскетбольный клуб из города Мехелен.

## История
Клуб выигрывал национальное первенство 15 раз. В 1995 году несколько баскетбольных клубов Антверпена под общим названием «SOBABEE» и «Расинг Клуб Мехелен» были объединены в один клуб под названием «Расинг Баскет Антверпен». До расформирования команды в 1995 году «Расинг Клуб Мехелен» был самым титулованным клубом Бельгии, завоевав 15 титулов чемпиона Бельгии и 9 кубков Бельгии.
В 1973 году «Расинг Клуб Мехелен», тогда выступавший под названием «Маэс Пилс» в финале Кубка Корача проиграла итальянской команде «Канту» по сумме очков за два матча. По ходу того турнира бельгийцы выбили из розыгрыша на тот момент действующего и одновременно с этим 1-о обладателя Кубка Корача югославский клуб «Локомотива», а также «Барселону».

## Завоёванные титулы
- Чемпионат Бельгии: (15)
  - 1964-65, 1965–66, 1966–67, 1968–69, 1973–74, 1974–75, 1975–76, 1979–80, 1986–87, 1988–89, 1989–90, 1990–91, 1991–92, 1992–93, 1993–94
- Кубок Бельгии: (9)
  - 1963-64, 1964–65, 1969–70, 1970–71, 1985–86, 1986–87, 1989–90, 1992–93, 1993–94
- Кубок Корача: Финалист: (1)
  - 1972-73[1]

## Известные игроки
- Джим Фокс (1966–1967)
- Билл Варнер (1988–1995)
- Эрик Струеленс (1988–1995)
- Жак Стас (1992–1995)
- Ронни Байер (1985-1990)